# Щёлково (Кимрский район)
Щёлково — деревня в Кимрском районе Тверской области России. Входит в состав Титовского сельского поселения.

## География
Находится в юго-восточной части Тверской области на расстоянии приблизительно 6 км на восток-северо-восток по прямой от станции Савёлово в городе Кимры.

## История
Известна с 1635 года, когда в ней было учтено 2 двора. В 1859 году здесь (деревня Калязинского уезда Тверской губернии) было учтено 20 дворов.

## Население
| 2010 |
| ---- |
| 1    |

Численность населения: 8 человек (1635 год), 112 (1859 год), 2 (русские 100 %) в 2002 году, 1 в 2010.